# مودلیکوو
مودلیکوو (به چکی: Modlíkov) یک منطقهٔ مسکونی در جمهوری چک است که در ناحیه هاولیتشکوف برود واقع شده‌است. مودلیکوو ۵٫۰۹ کیلومتر مربع مساحت و ۱۷۳ نفر جمعیت دارد و ۵۶۸ متر بالاتر از سطح دریا واقع شده‌است.